# Siergiej Pietruchin
Siergiej Aleksiejewicz Pietruchin (ros. Сергей Алексеевич Петрухин, ur. 19 października 1910 w Buzułuku, zm. ?) – radziecki polityk.

## Życiorys
Od 1926 do sierpnia 1930 uczeń technikum rolniczego w Buzułuku, od sierpnia 1930 do października 1935 pracował jako agronom w rejonowym związku spółdzielni rolniczych i starszy agronom kolejno w trzech stanicach maszynowo-traktorowych w obwodzie dolno-wołżańskim/Kraju Dolno-Wołżańskim/obwodzie orenburskim. Od października 1935 do listopada 1937 żołnierz Armii Czerwonej, od listopada 1937 do lutego 1938 główny agronom rejonowego oddziału rolnego w obwodzie kujbyszewskim (obecnie obwód samarski), od lutego 1938 do października 1941 zastępca szefa kujbyszewskiego obwodowego oddziału rolnego. Od października 1941 do stycznia 1946 ponownie służył w Armii Czerwonej, od stycznia do kwietnia 1946 ponownie był zastępcą szefa kujbyszewskiego obwodowego oddziału rolnego, a od kwietnia 1946 do lipca 1947 jego szefem. Od lipca 1947 do maja 1949 pracownik Komitetu Obwodowego WKP(b) w Kujbyszewie (Samarze), od maja 1949 do września 1952 I zastępca przewodniczącego Komitetu Wykonawczego Kujbyszewskiej Rady Obwodowej, od 26 września 1952 do stycznia 1956 przewodniczący tego komitetu, od stycznia 1956 do marca 1961 ponownie I zastępca przewodniczącego Komitetu Wykonawczego Kujbyszewskiej Rady Obwodowej, następnie na emeryturze. Odznaczony Orderem Czerwonego Sztandaru Pracy (1958).